# Nado sincronizado no Campeonato Mundial de Esportes Aquáticos de 2015 - Rotina técnica solo
A rotina técnica solo do nado sincronizado no Campeonato Mundial de Esportes Aquáticos de 2015 foi realizada no dia 25 de julho em Cazã na Rússia. 

## Calendário
| Fase          | Data        |
| ------------- | ----------- |
| Eliminatórias | 25 de julho |
| Final         | 25 de julho |

## Medalhistas
| Ouro                     | Prata               | Bronze           |
| Svetlana Romashina (RUS) | Ona Carbonell (ESP) | Sun Wenyan (CHN) |

## Resultados
| Pos.              | Nadadora             | Nacionalidade   | Eliminatória | Eliminatória | Final   | Final |
| Pos.              | Nadadora             | Nacionalidade   | Pontos       | Pos.         | Pontos  | Pos   |
| ----------------- | -------------------- | --------------- | ------------ | ------------ | ------- | ----- |
| Medalha de ouro   | Svetlana Romashina   | Rússia          | 94.3860      | 1            | 95.2680 | 1     |
| Medalha de prata  | Ona Carbonell        | Espanha         | 91.4408      | 2            | 93.1284 | 2     |
| Medalha de bronze | Sun Wenyan           | China           | 91.3262      | 3            | 91.5479 | 3     |
| 4                 | Anna Voloshyna       | Ucrânia         | 90.0364      | 4            | 90.8912 | 4     |
| 5                 | Yukiko Inui          | Japão           | 89.5851      | 5            | 90.7603 | 5     |
| 6                 | Jacqueline Simoneau  | Canadá          | 88.0766      | 6            | 89.0237 | 6     |
| 7                 | Linda Cerruti        | Itália          | 86.2072      | 7            | 86.2559 | 7     |
| 8                 | Evangelia Platanioti | Grécia          | 84.9694      | 8            | 85.3727 | 8     |
| 9                 | Mary Killman         | Estados Unidos  | 82.9311      | 10           | 84.5857 | 9     |
| 10                | Anastasia Gloushkov  | Israel          | 82.9353      | 9            | 84.3204 | 10    |
| 11                | Kang Un-ha           | Coreia do Norte | 80.2460      | 12           | 83.0956 | 11    |
| 12                | Estel-Anaïs Hubaud   | França          | 82.6548      | 11           | 83.0030 | 12    |
| 13                | Soňa Bernardová      | Chéquia         | 80.0377      | 13           |         |       |
| 14                | Nadine Brandl        | Áustria         | 79.4713      | 14           |         |       |
| 15                | Sascia Kraus         | Suíça           | 78.5041      | 15           |         |       |
| 16                | Etel Sánchez         | Argentina       | 78.2419      | 16           |         |       |
| 17                | Eszter Czékus        | Hungria         | 76.5992      | 17           |         |       |
| 18                | Marlene Bojer        | Alemanha        | 76.2452      | 18           |         |       |
| 19                | Reem Abdalazem       | Egito           | 74.2780      | 19           |         |       |
| 20                | Hristina Damyanova   | Bulgária        | 72.8160      | 20           |         |       |
| 21                | Uhm Ji-wan           | Coreia do Sul   | 70.6077      | 21           |         |       |
| 22                | Karla Loaiza         | Venezuela       | 70.1050      | 22           |         |       |
| 23                | Cristy Alfonso       | Cuba            | 66.8716      | 23           |         |       |
| 24                | Kerry Norden         | África do Sul   | 61.7306      | 24           |         |       |